# Марсийоль
Марсийоль (фр. Marcilloles) — коммуна во Франции, находится в регионе Рона — Альпы. Департамент коммуны — Изер. Входит в состав кантона Руабон. Округ коммуны — Гренобль.
Код INSEE коммуны — 38218. Население коммуны на 1999 год составляло 758 человек. Населённый пункт находится на высоте от 288  до 351  метров над уровнем моря. Муниципалитет расположен на расстоянии около 450 км юго-восточнее Парижа, 55 км юго-восточнее Лиона, 50 км западнее Гренобля. Мэр коммуны — M. Jean Paul Ageron, мандат действует на протяжении 2008—2014 гг.
Динамика населения (INSEE):